# زبان مالایی کوکوس
زبان مالایی کوکوس گونه‌ای از زبان مالایی پس از کرئول‌سازی است که توسط مالایی‌های کوکوس از جزیره هوم، جزیره کریسمس و کسانی که در اصل از جزایر کوکوس هستند و در حال حاضر در صباح زندگی می‌کنند صحبت می‌شود.